# Joyce El-Khoury
Pour les articles homonymes, voir Khoury.
Joyce El-Khoury est une chanteuse d'opéra libano-canadienne qui se produit avec des compagnies d'opéra et des orchestres symphoniques du monde entier. Soprano, elle utilise la technique du bel canto.

## Enfance et éducation
El-Khoury naît à Beyrouth, au Liban, de Jean et Alex El-Khoury. Elle a deux sœurs, Cynthia El-Khoury Najm et Krista Jane El-Khoury - cette dernière également chanteuse. Elle emménage à Ottawa, en Ontario, avec sa famille à l'âge de six ans et prend des cours de chant individuels à l'âge de quinze ans, avec Karen Spicer. Avec le soutien de son professeur et de ses parents, elle continue le chant à l'Université d'Ottawa sous la tutelle d'Ingemar Korjus. Après avoir obtenu son baccalauréat en musique (performance) à l'Université d'Ottawa, elle poursuit ses études à l'Académie des Arts vocaux (AVA) à Philadelphie, tout en étudiant avec Bill Schuman. El-Khoury est ensuite invitée à étudier au Lindemann Young Artist Development Program du Metropolitan Opera tout en poursuivant ses études avec Schuman. Son mentor musical et coach vocal est Laurent Philippe avec qui elle apparaît régulièrement en récital.

## Carrière
Au cours de l'été 2010, El-Khoury est engagée par Lorin Maazel et le Festival Casteleton  pour chanter Lauretta dans Gianni Schicchi et pour doubler le rôle-titre dans Suor Angelica. Le soir de l'ouverture, elle intervient pour chanter Suor Angelica;ce qui marque le début du mentorat de Maazel. Elle interprète ensuite Rosina dans Le Barbier de Séville de Rossini à Pékin, Mimì dans La bohème de Puccini, la partie soprano de Missa Solemnis de Beethoven à Munich et sa première Desdemona dans Otello de Verdi avec Maazel.
Elle chante Mimì lors de ses débuts en Australie en 2019 pour Opera Australia à l'Opéra de Sydney.

## Répertoire
| Année | Rôle            | Compositeur              | Œuvre                  | Lieu                                   |
| ----- | --------------- | ------------------------ | ---------------------- | -------------------------------------- |
| 2009  | Nedda           | Ruggiero Leoncavallo     | Pagliacci              | Knoxville Opera                        |
| 2010  | Frasquita       | Georges Bizet            | Carmen                 | Metropolitan Opera                     |
| 2011  | Violetta Valéry | Giuseppe Verdi           | La traviata            | Knoxville Opera                        |
| 2012  | Violetta Valéry | Giuseppe Verdi           | La traviata            | Welsh National Opera                   |
| 2012  | Magda           | Giacomo Puccini          | La rondine             | Des Moines Metro Opera                 |
| 2012  | Mimì            | Giacomo Puccini          | La bohème              | Opera Lyra Ottawa                      |
| 2012  | Antonina        | Gaetano Donizetti        | Belisario              | Opera Rara                             |
| 2013  | Violetta Valéry | Giuseppe Verdi           | La traviata            | Palm Beach Opera                       |
| 2013  | Violetta Valéry | Giuseppe Verdi           | La traviata            | Opéra Théâtre de Saint-Étienne         |
| 2013  | Violetta Valéry | Giuseppe Verdi           | La traviata            | Dutch National Opera                   |
| 2013  | Desdemona       | Giuseppe Verdi           | Otello                 | Castleton Festival                     |
| 2013  | Mimì            | Giacomo Puccini          | La bohème              | Canadian Opera Company                 |
| 2013  | Musetta         | Giacomo Puccini          | La bohème              | Canadian Opera Company                 |
| 2014  | Rusalka         | Antonín Dvořák           | Rusalka                | North Carolina Opera                   |
| 2014  | Violetta Valéry | Giuseppe Verdi           | La traviata            | Korea National Opera                   |
| 2014  | Rusalka         | Antonín Dvořák           | Rusalka                | Concertgebouw                          |
| 2014  | Micaëla         | Georges Bizet            | Carmen                 | Santa Fe Opera                         |
| 2014  | Violetta Valéry | Giuseppe Verdi           | La traviata            | Lyric Opera of Kansas City             |
| 2014  | Pauline         | Gaetano Donizetti        | Les martyrs            | Opera Rara                             |
| 2015  | Juliette        | Charles Gounod           | Roméo et Juliette      | Austin Opera                           |
| 2015  | Rosalinde       | Johann Strauss           | Die Fledermaus         | Vancouver Opera                        |
| 2015  | Emmeline        | Tobias Picker            | Emmeline               | Opera Theatre of Saint Louis           |
| 2015  | Violetta Valéry | Giuseppe Verdi           | La traviata            | Savonlinna Opera Festival              |
| 2015  | Violetta Valéry | Giuseppe Verdi           | La traviata            | Canadian Opera Company                 |
| 2015  | Musetta         | Giacomo Puccini          | La bohème              | Bayerische Staatsoper                  |
| 2016  | Tatiana         | Pyotr Ilyich Tchaikovsky | Eugene Onegin          | North Carolina Opera                   |
| 2016  | Maria Stuarda   | Gaetano Donizetti        | Maria Stuarda          | Seattle Opera                          |
| 2016  | Tatyana Bakst   | Jake Heggie              | Great Scott            | San Diego Opera                        |
| 2016  | Liú             | Giacomo Puccini          | Turandot               | Opera Philadelphia                     |
| 2016  | Salomé          | Jules Massenet           | Hérodiade              | Washington Concert Opera               |
| 2017  | Violetta Valéry | Giuseppe Verdi           | La traviata            | Royal Opera House                      |
| 2017  | Leïla           | Georges Bizet            | Les pêcheurs de perles | Opéra National de Bordeaux             |
| 2017  | Violetta Valéry | Giuseppe Verdi           | La traviata            | Glyndebourne                           |
| 2017  | Imogene         | Vincenzo Bellini         | Il pirata              | Opéra National de Bordeaux             |
| 2018  | Musetta         | Giacomo Puccini          | La bohème              | Teatro Real de Madrid                  |
| 2018  | Imogene         | Vincenzo Bellini         | Il pirata              | Theater St. Gallen                     |
| 2023  | Norma           | Vincenzo Bellini         | Norma                  | Odéon d’Hérode de l’Acropole d’Athènes |
| 2025  | Médée           | Luigi Cherubini          | Médée                  | Opéra Comique                          |

## Enregistrements
- Mirra dans le Sardanapalo de Franz Liszt, avec le chef d'orchestre Kirill Karabits et la Staatskapelle Weimar, sorti en 2019, audite[11]
- Antonina dans le Belisario de Donizetti,avec le chef d'orchestre Sir Mark Elder et l'Orchestre symphonique de la BBC, sorti en 2012, Opera Rara
- Pauline dans Les Martyrs de Donizetti, avec le chef d'orchestre Sir Mark Elder avec l'Orchestre du Siècle des Lumières, sorti en 2015, Opera Rara

## Récompenses
- 2005 : Gagnante du premier prix au concours Brian Law Opera[12]
- 2006 : Gagnante du premier prix au concours vocal Mario Lanza[13]
- 2006 : Gagnante du premier prix et favorite du  public de la radio WRTI au concours Giargiari et Son Bel Canto[14]
- 2008 : Gagnante du premier prix au concours George London[15]
- 2014 : El-Khoury est nommée pour le prix du meilleur jeune artiste aux International Opera Award[16]
- 2014 : l'enregistrement d'Opera Rara du Belisario de Donizetti avec El-Khoury dans le rôle d'Antonina est nommé pour meilleur enregistrement (opéra complet) aux International Opera Awards
- 2016 : l'enregistrement par Opera Rara des martyrs de Donizetti avec El-Khoury dans le rôle de Pauline remporte le prix du meilleur enregistrement (opéra complet) aux International Opera Awards[16]